# Bunker Hill-i csata
A Bunker Hill-i csata az amerikai függetlenségi háború kezdetén Boston ostroma idején lezajlott fegyveres összecsapás, amelyet 1775. június 17-én vívtak meg a Breed's Hill magaslat környezetében a brit csapatok és amerikai telepesek. Névadó a szomszédos Bunker Hill volt, amit csak érintőlegesen vontak be a harcokba és mindkét félnek elsődleges célként szerepelt az eredeti terveiben. Gyakran előfordul Breed's Hill-i csataként is.
Négy nappal korábban, 1775. június 13-án a gyarmati csapatok ostrom alá vonták Boston városát és megtudták, hogy a brit tábornokok csapatok áthelyezését tervezik a városon kívülre, hogy ellenőrzésük alá vonják a környező magaslatokat. Válaszlépésként erre egy 1200 fős telepes csapatot különítettek el William Prescott vezetésével, akik feltűnés nélkül bevették Bunker Hill-t és Breed's Hill-t, amit áprilisban a britek kiürítettek, majd azonnal redutok (körvédelmi földsáncok) kiépítésébe kezdtek Breed's Hill-en, enyhén megerődített vonalakat hoztak létre a Charlestown-félsziget nagy részén.
Amikor a britek másnap észlelték a telepesek új pozícióit, azonnal a megtámadásukra indultak William Howe tábornok vezetésével. Két rohamot vezettek az erődvonal ellen, csapataikat hajókkal kirakva a félszigetre, mely rohamokban jelentős veszteségeket szenvedtek, azonban végül a harmadik rohammal a britek lefoglalták a telepesek állásait, miután a redut kifogyott a töltényekből. Ezt követően a telepes erők visszavonultak Cambridge felé Bunker Hill-en keresztül elhagyva a félszigetet, azonban a britek itt okozták nekik a legnagyobb veszteségeket.
Noha a csatát a britek nyerték meg, jelentős veszteségeket szenvedtek el: több mint 800 katona sebesült meg és 226 meghalt, köztük nagy számmal tisztek. Ez a csata is egy példája a pürrhoszi győzelmeknek, hiszen annak közvetlen előnye, a magaslat bevétele nem hozott jelentős változást az ostrom ügyében, azonban a veszteség, ami közel harmadát tette ki a kirakott brit erőknek, jelentősnek tekinthető (az észak-amerikai brit csapatok tiszti állományát figyelembe véve is). Ezzel szemben a telepesek csapatai a rendezett visszavonulásokkal újraszerveződtek, csak kis veszteségeket szenvedtek. Ez az ütközet is jól példázza, hogy a kiképzetlen és tapasztalatlan amerikai telepes csapatok hajlandóak és képesek felvenni egy összecsapást a reguláris haderő alakulataival szemben egy vezetett szabályos ütközetben, ádáz küzdelemben.
Boston ostromát végül nem sikerült a briteknek megtörniük, Thomas Gage tábornokot visszahívták Angliába és Howe tábornok vette át a főparancsnoki posztot tőle. Az amerikai telepes és hazafi, orvos, Joseph Warren mint altábornagy is ebben az ütközetben vesztette életét.